# پارک شبه‌ملی کوریکوما
پارک شبه‌ملی کوریکوما (به لاتین: Kurikoma Quasi-National Park) یک پارک شبه‌ملی و منطقهٔ مسکونی در ژاپن است که در استان ایواته واقع شده‌است.